# Zdenko Turković
Barun Zdenko Turković (Kutjevo, 12. lipnja 1892. – Zagreb, 30. rujna 1968.), bio je hrvatski pravnik, agronom i plemić iz obitelji Turković Kutjevski. 

## Životopis
Unuk je Vjenceslava Turkovića, gospodarstvenika i trgovca te baruna Jovana Živkovića Fruškogorskog, dugogodišnjega podbana i jednoga od autora Hrvatsko-ugarske nagodbe.
Turković je gimnaziju završio u Zagrebu, a studij prava u Zagrebu i Beču. Nakon studija radio je na obiteljskom gospodarstvu u Kutjevu od 1925. do 1945. godine. Ondje je u praksi primijenio iskustva stečena proučavanjem vinogradarstva u vinorodnim zemljama diljem svijeta.
Turković je bio predsjednik Saveza hrvatskih vinogradara i voćara (1927. – 1941.), predsjednik Gospodarskoga društva i Stručnog odbora za ocjenjivanje vina (1933. – 1940.), ravnatelj Odjela za vinogradarstvo u Institutu za voćarstvo, vinogradarstvo i vinarstvo Poljoprivrednoga fakulteta u Zagrebu (1947. – 1965.), dopisni član Talijanske akademije vinove loze i vina od 1953. godine. Tvorac je Zagrebačke vinogradarske škole.
Dobro Novigrad kupio je 1918. godine od Hermes d.d. iz Zagreba. U neposrednoj blizini grada uredio je rasadnik, matičnjak vinograda. Pomagao je uređenje školske zgrade i župnih građevina u Novigradu. Imanja se odrekao 1939. godine u korist Banovine Hrvatske (po nekim izvorima ga je poklonio, po drugima prodao).
Sa suprugom Gretom izdao je Ampelografski atlas (I–II, 1953./1962.), jedinstveno djelo u svjetskoj stručnoj literaturi. Treći dio atlasa, dovršen za tisak, nije objavljen za njegovog života. Objavio je više od 120 znanstvenih i stručnih članaka i više knjiga, od kojih se ističe Podloge za vinovu lozu (1951.). Djela preostala iz ostavštine za tisak su pripremili štovatelji: Sedam stoljeća dobra Kutjevo (1969.), Sto godina vinogradarstva Hrvatske (1982.) i Ampelografija.

## Brak i potomstvo
Turković se 1913. godine oženio Štefanijom Gorup, kćerkom Josipa Gorupa pl. Slavinjskog. Sa Štefanijom je imao kćer Kseniju (rođenu 1918.). Kasije se rastao sa Štefanijom (preudala se za njegovog bratića Davorina Turkovića) te krajem 2020. godine oženio Gretu Pexider.

## Spomen i baština
- Selo Zdenkovac, u sastavu današnje općine Čaglin, dobilo je ime po Zdenku Turkoviću.[8]
- Osnovna škola u Kutjevu nosi ime po Zdenku Turkoviću.[9]
- Dvije ulice koje se nalaze u Kutjevu i Požegi nose ime po Zdenku Turkoviću.